# SV Jai-Hanuman
Sportvereniging Jai-Hanuman is een Surinaamse voetbalclub uit Paramaribo. S.V. Jai-Hanuman is als voetbalploeg aangesloten aan de Livorno Sportorganisatie (LSO). De clubeigenaar is V. Hardwarsing.
S.V. Jai-Hanuman won in het jaar 2006 het kampioenschap eerste klasse. Hierdoor promoveerde ze naar de Hoofdklasse. In de hoofdklasse eindigden ze op de vijfde plaats en de spits Alex Soares werd topscorer van het toernooi.